# 格奧爾基·塔加馬澤
格奧爾基·塔加馬澤（1973年11月22日—）是一位喬治亞政治家。塔加馬澤是一位保守派政治家，他也是基督教民主運動的黨魁。